# Luigi Garrone
Luigi Antonio Garrone (Torino, 26 gennaio 1886 – Roma, 26 aprile 1950) è stato un attore italiano.

## Biografia
Caratterista piemontese tra i più attivi degli anni quaranta, fa il suo esordio nel 1936 ma è dal 1940 che la sua attività diventa frenetica; in un decennio partecipa a una trentina di pellicole (nel quadriennio 1940-1943 fa la sua apparizione in ben 23 film) sempre in ruoli minori e diretto da registi di vaglia (in due film importanti è con Vittorio De Sica). In qualche film fa la sua comparsa sotto lo pseudonimo di Antonio Lugarò. Ancora nel pieno della sua carriera, muore all'età di 64 anni.

## Filmografia
- Regina della Scala, regia di Camillo Mastrocinque e Guido Salvini (1936)
- Alessandro, sei grande!, regia di Carlo Ludovico Bragaglia (1940)
- La donna perduta, regia di Domenico Gambino (1940)
- Il pirata sono io!, regia di Mario Mattoli (1940)
- Senza cielo, regia di Alfredo Guarini (1940)
- Ecco la felicità, regia di Marcel L'Herbier (1940)
- Caravaggio, il pittore maledetto, regia di Goffredo Alessandrini (1941)
- L'orizzonte dipinto, regia di Guido Salvini (1941)
- Un marito per il mese di aprile, regia di Giorgio Simonelli (1941)
- Pia de' Tolomei, regia di Esodo Pratelli (1941)
- Teresa Venerdì, regia di Vittorio De Sica (1941)
- La famiglia Brambilla in vacanza, regia di Carl Boese (1941)
- Il mercante di schiave, regia di Duilio Coletti (1942)
- Arriviamo noi!, regia di Amleto Palermi (1942)
- I sette peccati, regia di László Kish (1942)
- L'angelo del crepuscolo, regia di Gianni Pons (1942)
- Pazzo d'amore, regia di Giacomo Gentilomo (1942)
- Il campione, regia di Carlo Borghesio (1943)
- Rita da Cascia, regia di Antonio Leonviola (1943)
- Gian Burrasca, regia di Sergio Tofano (1943)
- I nostri sogni, regia di Vittorio Cottafavi (1943)
- Enrico IV, regia di Giorgio Pàstina (1943)
- I bambini ci guardano, regia di Vittorio De Sica (1943)
- Resurrezione, regia di Flavio Calzavara (1944)
- L'adultera, regia di Duilio Coletti (1946)
- Il Passatore, regia di Duilio Coletti (1947)
- Caterina da Siena, regia di Oreste Palella (1947)
- I miserabili, regia di Riccardo Freda (1948)
- La sepolta viva, regia di Guido Brignone (1949)
- Totò cerca casa, regia di Steno e Monicelli (1949)
- Totò le Mokò, regia di Carlo Ludovico Bragaglia (1949)
- Al diavolo la celebrità, regia di Steno e Mario Monicelli (1949)
- Il figlio di d'Artagnan, regia di Riccardo Freda (1950)
- È più facile che un cammello..., regia di Luigi Zampa (1950)